# Alfa Chamaeleontis
Alfa Chamaeleontis (α Chamaeleontis, förkortat Alfa Cha, α Cha) som är stjärnans Bayerbeteckning, är en ensam stjärna belägen i den nordvästra delen av stjärnbilden Kameleonten. Den har en skenbar magnitud på 4,06 och är synlig för blotta ögat där ljusföroreningar ej förekommer. Baserat på parallaxmätning inom Hipparcosuppdraget på ca 51,1 mas, beräknas den befinna sig på ett avstånd på ca 64 ljusår (ca 20 parsek) från solen.

## Egenskaper
Alfa Chamaeleontis är en gulvit stjärna i huvudserien  av spektralklass F5 V Fe-0,8, där "Fe-0,8" står för ett anomalöst lågt överskott av järn. Den har en massa som är ca 1,4 gånger större än solens massa, en radie som är ca 4,3 gånger större än solens och utsänder från dess fotosfär ca 7,6 gånger mera energi än solen vid en effektiv temperatur på ca 6 780 K.
Alfa Chamaeleontis är omkring 1,8 miljarder år gammal med en projicerad rotationshastighet som är för låg för att kunna mätas. Stjärnan har undersökts för ett överskott infraröd strålning, som skulle kunna tyda på närvaro av en omkretsande stoftskiva, men ingen sådan hittades.